# 메스케네트
메스케네트(Meskhenet, Mesenet, Meskhent, Meshkent)는 고대 이집트 신화에 등장하는 출산의 여신이다. 영혼인 카를 만들어 곧 태어날 아기들에게 생명을 불어넣어준다. 주로 이집트 초기에 숭배되었다.

## 같이 보기
- 타와레트